# دختری در تار عنکبوت
دختری در تار عنکبوت (به انگلیسی: The Girl in the Spider's Web) عنوان چهارمین قسمت از مجموعه رمان پرفروش میلنیوم، نوشتهٔ نویسنده سوئدی دیوید لاگرکرانتس است که تمرکز آن بر روی شخصیت‌های میکائیل بلومکویست و لیسبت سالاندر می‌باشد. این اولین رمان از این سری به‌شمار می‌رود که توسط نویسنده‌ای به جز سه کتاب اول مجموعه میلنیوم، یعنی استیگ لارسن نوشته شده‌است. این رمان در تاریخ ۲۷ اوت ۲۰۱۵ در سراسر دنیا منتشر شد، به غیر از ایالات متحده که در ۱ سپتامبر ۲۰۱۵ عرضه شد.

## اقتباس سینمایی
در سال ۲۰۱۸، فیلم دختری در تار عنکبوت به کارگردانی فده آلوارز و با بازی کلر فوی و سوریر گودناسون در نقش‌های لیسبت سالاندر و میکائیل بلومکویست دستمایه اقتباس سینمایی قرار گرفت.